# Lorène Bazolo
Lorène Dorcas Bazolo (Brazzaville, 4 de maio de 1983) é uma velocista portuguesa, originária da República do Congo. É a detentora do recorde nacional nas disciplinas dos 60 metros, 100 metros e 200 metros femininos em Portugal.

## Percurso
Com 15 anos, após a morte da sua mãe, foi morar com as tias para Benim.
Começou a sua carreira desportiva tardiamente, aos 24 anos, representando o seu país de origem, sagrando-se logo recordista nacional dos 100 metros, com o tempo de 11,72 segundos. Foi a porta-bandeira congolesa nos Jogos Olímpicos de Verão de 2012. Ainda sob a bandeira congolesa, competiu nos Campeonatos Africanos de Atletismo em 2008, 2010 e 2012, bem como nos Jogos Africanos de 2011. Também representou essa nação na Universiade de Verão (2009 e 2011) e nos Jogos da Francofonia de 2009.
Chegou a Portugal em 2013 sob asilo político. Começou por ingressar no clube de atletismo JOMA e, pouco depois, juntou-se à equipa do Sporting Club de Portugal. Após o processo de naturalização, em 2016, bateu o recorde nacional dos 100 m, que vigorava desde 1997 e passou a fixar-se nos 11,21 segundos.
Em 2021, bateu o recorde nacional dos 100 metros três vezes. Nos Jogos Olímpicos de Verão de 2020, chegou às semifinais dos 200 m com 23,20 segundos. Em 14 de agosto, no Résisprint La Chaux-de-Fonds Meeting, na Suíça, Bazolo bateu os recordes nacionais de 100m e 200m, correndo as distâncias em 11,10 e 22,64 segundos, respetivamente. O recorde dos 200 metros vigorava desde 1996, imposto por Lucrécia Jardim.
Em março de 2022, no Jamor, bateu o recorde nacional dos 60 metros em pista coberta, batendo mais uma marca de Jardim. Nos Jogos do Mediterrâneo, alcançou a medalha de prata nos 100 metros e o bronze nos 200 metros.
Bazolo tem uma licenciatura em administração de empresas e um mestrado em finanças.